# Régiment de la Guadeloupe
Le régiment de la Guadeloupe est un régiment d'infanterie des colonies du royaume de France, créé en 1772, devenu sous la Révolution le 109e régiment d'infanterie de ligne.

## Création et différentes dénominations
- 18 août 1772 : création du régiment de la Guadeloupe
- 29 juin 1792 : renommé 109e régiment d’infanterie de ligne

## Mestres de camp et colonels
- 18 août 1772 : comte Pierre Joseph Neyon de Villiers[1]
- 6 novembre 1775 : Louis Le Gardeur de Repentigny[2]
- 6 mars 1785 : Thomas de Fritz-Maurice[3]
- 20 décembre 1790 : N. Chabert de La Rérie

## Historique des garnisons, combats et batailles du régiment

### Origines
Les troupes coloniales sont créés par ordonnance royale du 18 août 1772.

### Création
Le 18 août 1772, le « régiment de La Guadeloupe » est formé avec les détachements des régiments de Vexin, de Bouillon, de Périgord, de Médoc, de Limousin et Royal-Vaisseaux, qui avaient en 1772 chacun un bataillon aux Antilles.

### Guerre d'indépendance des États-Unis
Dans le cadre de la guerre d'indépendance des États-Unis, le régiment prend part en 1779 aux expéditions du comte d'Estaing et se distingue, le 9 octobre, à l'attaque des retranchements de Savannah.

3 officiers de ce régiment sont morts aux États-Unis durant guerre d'indépendance des États-Unis.

### Révolution française
A la Révolution, le « régiment de La Guadeloupe » est le premier à se mettre en insurrection. Dès le 16 février 1790, 5 compagnies qui étaient à Tobago se 5 révoltent, chassent leurs officiers, et, après avoir mis la colonie dans le plus grand désordre, s'embarquent sur des navires marchands qui les conduisirent au Havre.
Pendant ce temps, le 1er bataillon adressait de la Guadeloupe la lettre suivante à l'Assemblée nationale :
« Les bas officiers, grenadiers, chasseurs et fusiliers du « régiment de La Guadeloupe », pénétrés de la plus vive douleur de la manière honteuse avec laquelle le détachement de Tobago s'est comporté, en maltraitant nos chefs qui étaient les leurs, et en enlevant notre drapeau, qui nous est à tous déposé par le serment que nous avons fait de ne jamais l'abandonner, et il faut que des malheureux qui ont foulé aux pieds tout sentiment d'honneur nous l'enlèvent, et de plus cherchent à déshonorer notre régiment, qui, depuis dix-huit ans qu'il est formé, s'est toujours comporté, tant en campagne qu'en garnison, avec une conduite irréprochable. Tous, d'un commun accord, nous vous supplions de vouloir bien faire punir tous ces scélérats indignes de voir le jour. Nous vous supplions encore d'avoir égard à ce que notre drapeau est souillé par des mains aussi infâmes et de vouloir bien demander au roi qu'il nous en soit envoyé un autre. »
Cette lettre était lue à l'Assemblée nationale le 27 juillet. 
Le 3 septembre, cette fraction vertueuse du régiment était en pleine insurrection, et le lendemain la presque totalité s'embarquait pour aller re joindre au fort-Bourbon les insurgés du régiment de la Martinique. Cent hommes à peine restèrent à la Guadeloupe. C'était Dugommier qui s'était mis à la tête du mouvement.
Le 26 mai 1791, le régiment arrive à Bordeaux, et il va rejoindre les compagnies de Tobago à l'île de Ré, où l'Assemblée les avait envoyées par punition. 
Le décret du 5 mai 1792 réunit les débris des régiments de La Martinique et de La Guadeloupe pour en composer le 109e régiment d'infanterie.

## Personnalités
- Régis Barthélemy Mouton-Duvernet, soldat, caporal puis fourrier.

## Sources et Bibliographie
: document utilisé comme source pour la rédaction de cet article.
- Louis Susane : Histoire de l'ancienne infanterie française, Tome 7
- Historiques des corps de troupe de l'armée française (1569-1900)
- Émile Mignot de Lyden : Nos 144 Régiments de ligne
- Boris Lesueur : Les troupes coloniales aux Antilles sous l'Ancien Régime